# Chironomus melanotus
Chironomus melanotus är en tvåvingeart som beskrevs av Keyl 1961. Chironomus melanotus ingår i släktet Chironomus och familjen fjädermyggor. Arten har ej påträffats i Sverige. Inga underarter finns listade i Catalogue of Life.